# 남양향교
남양향교(南陽鄕校)는 대한민국 경기도 화성시에 있는 조선 시대의 향교이다. 1983년 9월 19일 경기도의 문화재자료 제34호로 지정되었다.

## 개요
향교는 공자와 여러 성현께 제사를 지내고 지방민의 교육과 교화를 위해 나라에서 세운 교육기관이다.
남양향교는 조선 태조 6년(1397)에 음덕리 면역곡동에 처음 세웠다고 하며, 고종 10년(1873)에 지금의 자리로 옮겨 세웠다. 현재 남아 있는 건물도 이 때에 만든 것으로 보인다.
건물 배치는 전학후묘의 형태로 앞쪽에는 교육 공간인 명륜당과 동재·서재가 있고, 뒤쪽으로 제사 공간인 대성전으로 이루어져 있다. 그 외 출입구 구실을 하는 내삼문·외삼문, 제사를 준비하는 수복실 등이 있다. 옮겨 지을 당시에는 모든 건물들이 있었다고 하나, 동무·서무·명륜당이 없어졌다가 후에 명륜당만 새로 지었다.
대성전 안쪽에는 공자를 비롯하여 중국과 우리나라 유학자의 위패를 모시고 있다. 명륜당은 객사처럼 좌우에 날개채를 붙인 평면으로 구성되어 매우 독특하다. 명륜당은 학생들이 모여 공부하는 강당이며, 동재와 서재는 기숙사이다.
조선시대에는 나라에서 토지와 노비·책 등을 지원받아 학생을 가르쳤으나, 지금은 교육 기능은 없어지고 제사 기능만 남아 있다.

## 참고 자료
- 남양향교 - 국가유산청 국가유산포털